# Vierendeelbalk

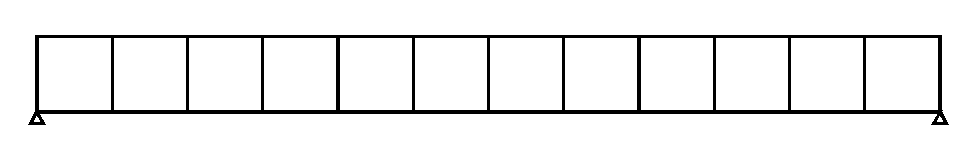
En vierendeelbalk

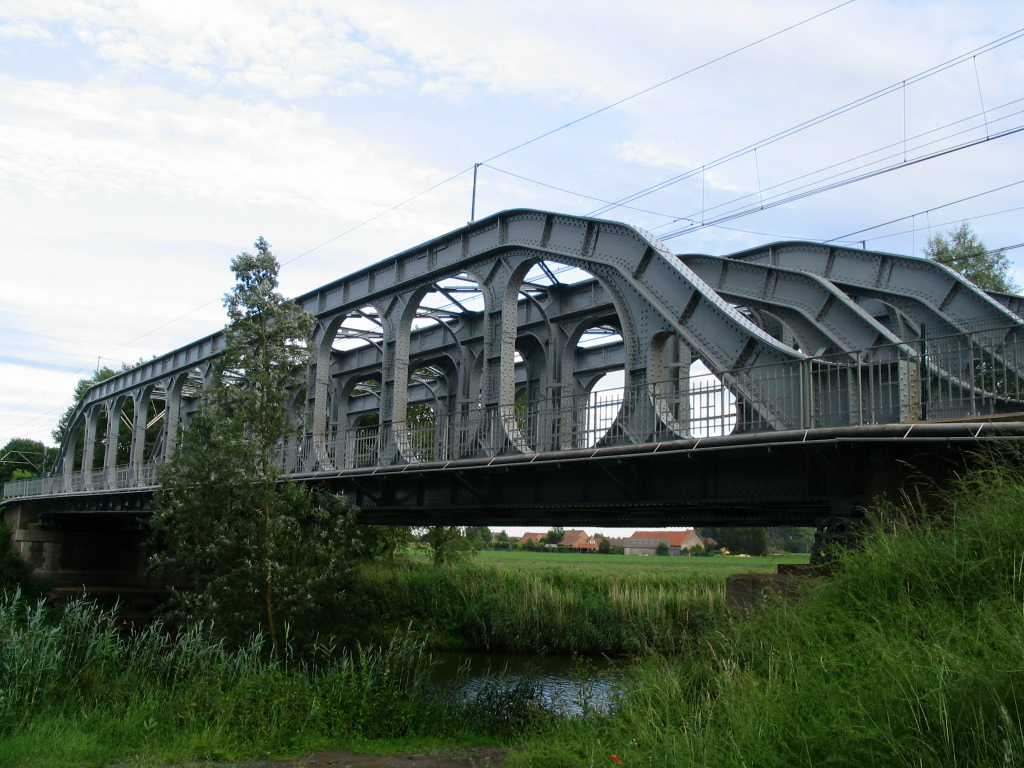
En vierendeelbro i Grammene, Belgien

Vierendeelbalk är en stålbalk som är att likna vid ett fackverk, som istället för att vara indelat i trianglar och ha stabiliserande diagonaler, är indelat i fyrkanter och stabiliserat genom vertikalernas inspänning i under- och överram. En vierendeelbalk är en form av ram. Det är en statiskt obestämd konstruktion till skillnad från ett fackverk och därför besvärligare att räkna på. Då en vierendeelbalk är mindre ekonomisk än ett fackverk används den i första hand då man vill slippa fackverkets diagonaler, antingen enbart av estetiska skäl, eller till exempel då ett fackverks diagonaler vore i vägen för dörrar i en innervägg kan den ersätta ett våningshögt fackverk i en husstomme. Men ofta då bara lokalt, där det behövs i ett fack eller så, resten får vara vanligt fackverk med diagonaler.

## Historik
Den har fått sitt namn av den belgiske ingenjören Arthur Vierendeel som utvecklade den 1896, uppfann den gjorde han då inte ramar och styva ramhörn funnits innan dess. Den första virendeelbron byggdes i Avelgem i Belgien 1902.
Det som framlades som vierendeelbalkens fördel var att det skulle vara lättare att beräkna en exakt deformation för den än för ett fackverk.
En fördel var också att den inte var lika känslig för bortfallet av en del, som fackverket var för bortfallet av en diagonal.
Vid tiden för dess utveckling hade problem med fackverksbroar som kollapsade ibland redan under montaget gjort att andra lösningar efterfrågades.
Vierendeelbalken var ett försök att bättre utnyttja stålet och dess förmåga att ta laster på alla håll, till skillnad från trä, som ju ursprungligen fackverket utvecklades för, som bara kan ta last längs fiberriktningen. Nackdelarna visade sig vara att den var oekonomisk och komplicerad.
Vierendeelbalkens fördelar ifrågasattes tidigt bland annat 1900 i en debatt i Société des ingenieurs civils de France, och senare på 1910-talet i Der Eisenbau av Otto Mohr und Franz Cech.